# Mensch ohne Namen
Mensch ohne Namen ist ein deutsches Spielfilmdrama aus dem Jahre 1932. Unter der Regie von Gustav Ucicky spielt Werner Krauß die Hauptrolle.

## Handlung
Die Sowjetunion im Jahr 1932. Ein deutscher Soldat wurde während des Ersten Weltkriegs an der Ostfront schwer verwundet und hat seitdem sein Gedächtnis verloren. Selbst seinen wirklichen Namen weiß er nicht mehr. Im sozialistischen Russland hat er sich eingelebt, fachkundig leitet der Mann eine staatliche Fahrzeugbaufabrik. Als eines Tages eine deutsche Delegation die Fabrik besucht und er auf diesem Wege eine deutsche Zeitschrift in die Finger bekommt, kehrt schlagartig die Erinnerung zurück. Er heißt Heinrich Martin, ist Industrieller und besitzt in Berlin eine eigene Firma. Martin kehrt daraufhin in die alte Heimat zurück … und findet nichts mehr so, wie es einst war.
Nach 16 Jahren Abwesenheit muss er mit ansehen, dass seine Autofirma, die Martin-Werke AG, von seinem alten Freund Dr. Alfred Sander geleitet wird. Martins Ehefrau Eva-Maria, für die Heinrich seit seinem Einsatz nahe Dünaburg im Kriegsjahr 1916 als vermisst gilt, hatte ihn schließlich 1921 für tot erklären lassen. Martin wird immer mehr zum Mensch ohne Namen. Zu seinen Vertrauten und Angehörigen wird er nicht vorgelassen, der Prokurist der Martin-Werke erlaubt ihm nicht einmal, das eigene Firmengelände zu betreten. Auch die anderen Angestellten erkennen ihn nicht wieder. Und so bleibt Martin in dieser, für ihn neuen Welt ein Fremder. Versuche, bei Polizei und Gerichte seine eigene Identität anerkannt zu bekommen, scheitern.
Sichtlich allein gestellt, sieht Martin nur noch im Freitod eine Lösung. Als er sich gerade von einer Brücke stürzen will, hält ihn im letzten Moment ein Mann davon ab. Es handelt sich um den Provisionsagenten Julius Hanke, den alle nur „Jule“ nennen. Dieser nimmt ihn in eine Kneipe mit, wo Heinrich endlich Gelegenheit bekommt, mit jemandem ausführlich über sein Schicksal zu sprechen. Heimatlos geworden, nimmt Jule Heinrich Martin zu sich mit und gewährt ihm Obdach. Am nächsten Morgen lernt Martin die ebenso lebenslustige wie arbeitslose Stenotypistin Grete Schulze kennen, zu der der gebrochene Mann rasch Zutrauen fasst.
Nach all den vielen Zurückweisungen unternimmt Martin einen letzten Versuch, bis zu Dr. Sander vorzudringen. Dies gelingt ihm, aber Sander hat große Zweifel, ob der Mann, der da vor ihm steht, die Wahrheit sagt und tatsächlich Heinrich Martin ist. Vielmehr hält er ihn für einen Betrüger. Als Heinrich Frau und Tochter Helene wieder sieht, erkennen auch sie ihn nicht wieder. Amtlich für tot erklärt und von den engsten Vertrauten verleugnet, bleibt dem gebrochenen Mann die Rückkehr ins alte Leben verwehrt. Und so ist es Grete mit ihrer natürlichen, klar denkenden Art und ihrem unerschütterlichen Optimismus, die ihn im Moment größter seelischer Not wieder aufrichtet.
Heinrich Martin beginnt sein Leben neu zu ordnen, er besinnt sich seiner alten Talente und macht eine Erfindung, die er schließlich zum Patent anmeldet. Gerade diese Erfindung wird später belegen, dass er geistig bei klarem Verstand ist, da bereits Versuche laufen, ihn vor Gerichts für unzurechnungsfähig zu erklären. Denn Martin beharrte weiterhin darauf, der zu sein, der er ist. Doch nun will er zu neuen Ufern aufbrechen. Um endgültig mit allem Vergangenen abzuschließen, nennt er deshalb vor Gericht, wo sein Fall angängig ist, als neuen Namen Leberecht Müller. Mit Grete als Partnerin an seiner Seite kann er in ein neues Leben starten.

## Produktionsnotizen
Gedreht wurde vom 12. März bis zum 22. April 1932 in Berlin, unter anderem am Alexanderplatz. Die Uraufführung des Films erfolgte am 1. Juli 1932 im UFA-Palast am Zoo. Am 20. März 1971 wurde der Film erstmals im deutschen Fernsehen (ZDF) gezeigt. Der Film ist eine modernisierte Fassung des Romans Oberst Chabert von Honoré de Balzac.
Kein halbes Jahr nach Ende der Dreharbeiten zu dem Preußenfilm Yorck arbeiteten Regisseur Ucicky und Hauptdarsteller Krauß auch bei diesem Projekt, dem zweiten Tonfilm von Krauß, zusammen. Die Theaterschauspielerin und Reinhardt-Gattin Helene Thimig gab hier ihr Filmdebüt; Mensch ohne Namen sollte ihr einziger Film vor ihrer Emigration bleiben.
Die Filmbauten stammen von Robert Herlth und Walter Röhrig, Herbert Frohberg diente ihnen als Hilfsarchitekt. Günther Anders assistierte Chefkameramann Carl Hoffmann. Eduard Kubat diente als Aufnahmeleiter, Erich Leistner sorgte für den Ton.
Gespielt wurde ein einziger Musiktitel, der „Marsch vom unbekannten Soldaten“. Mensch ohne Namen erhielt das Prädikat „künstlerisch“.
Zeitgleich wurde auch eine französische Fassung unter dem Titel Un homme sans nom mit weitgehend unbekannten französischen Schauspielern (darunter der spätere Starkomiker Fernandel) angefertigt. Diese lief am 30. September 1932 in Paris an.

## Kritiken
In Oskar Kalbus’ Vom Werden deutscher Filmkunst heißt es: „Mit diesem Bildstreifen ist ein Meisterwerk geschaffen, das als Markstein in der Geschichte des Tonfilms ewig bestehen bleiben wird. Der gewaltige Erfolg ist nicht allein Werner Krauß zu verdanken, auch die übrigen Schauspieler stehen mit ihren Leistungen über dem Niveau des bisherigen guten Films. Vor allem Maria Bard, die ihr Bestes gab und eine so lebensechte Stenotypistin auf die Beine stellte, wie wir sie im Film noch nicht gesehen haben.“
Das Lexikon des Internationalen Films schreibt: „Die Wirkung des pathetisch inszenierten Films beruht auf seiner Fotografie und der geschickten Führung der Schauspieler.“
In Heinrich Fraenkels Unsterblicher Film ist zu lesen: „Werner Krauss spielt mit erschütternder Eindringlichkeit den Totgeglaubten, den aus den Akten Gestrichenen, der ein ganz neues Leben beginnt“.